# Ricinoides sjostedtii
Ricinoides sjostedtii  — вид павукоподібних ряду рицинулей (Ricinulei). Він зустрічається у тропічних лісах Камеруну та Нігерії.